# No Tomorrow
«No Tomorrow» — дебютный сингл американской поп-рок-группы Orson. Релиз состоялся 27 февраля 2006 года, и спустя 3 недели песня достигла первого места в UK Singles Chart. «No Tomorrow» стал главным синглом с дебютного альбома Bright Idea. В итоге композиция стала 12 среди самых продаваемых синглов 2006 года в Великобритании.

## Музыкальное видео
На композицию было снято сразу 2 музыкальных видеоклипа, режиссёром которых выступил Тони Петроссян.

## Список композиций
- 7" 9876829

1. «No Tomorrow» — 2:47
2. «The Okay Song» — 3:50

- CD 9876828

1. «No Tomorrow» — 2:47
2. «Everything» — 3:39
3. «Jessie» — 3:37
4. «No Tomorrow» (video)

## Выступление в чартах
| Чарт (2006)    | Наивысшее место |
| -------------- | --------------- |
| Австрия        | 21              |
| Франция        | 17              |
| Германия       | 65              |
| Ирландия       | 26              |
| Нидерланды     | 100             |
| Новая Зеландия | 40              |
| Португалия     | 34              |
| Швейцария      | 24              |
| Великобритания | 1               |